# Nichols (New York)
Nichols is een plaats in de staat New York. Nichols is een dorp gelegen in de Town of Nichols in Tioga County, New York, Verenigde Staten. Het inwoneraantal was 574 bij de telling van 2000. Het is onderdeel van het Binghamton Metropolitan Statistical Area. De naam komt van een plaatselijke weldoener, kolonel Nichols. 
Het dorp Nichols ligt op de noordelijke rand van de stad en is in het zuidelijke Tier District van New York. Nichols ligt halverwege de grotere plaatsen Binghamton en Elmira.

## Geboren
- William Prince (1913-1996), acteur

## Plaatsen in de nabije omgeving
Het onderstaande figuur toont nabijgelegen plaatsen in een straal van 20 km rond Nichols.